# Красносельская бумажная фабрика
Красносельская бумажная фабрика — бумажная фабрика (мельница) в Красном Селе под Санкт-Петербургом. В Красном Селе существовало две бумажных фабрики, и их обе могли именовать в разное время Красносельскими.
Основанная в 1709 г. мельница у дамбы Долгого озера именовалась позднее Верхней фабрикой. Основанная в 1764 г. фабрика у дамбы Безымянного озера с 1896 по 1920 гг. называлась Товарищество писчебумажных фабрик «Наследники К. П. Печаткина», или Нижняя фабрика.

## История

### Красносельская верхняя бумажная фабрика

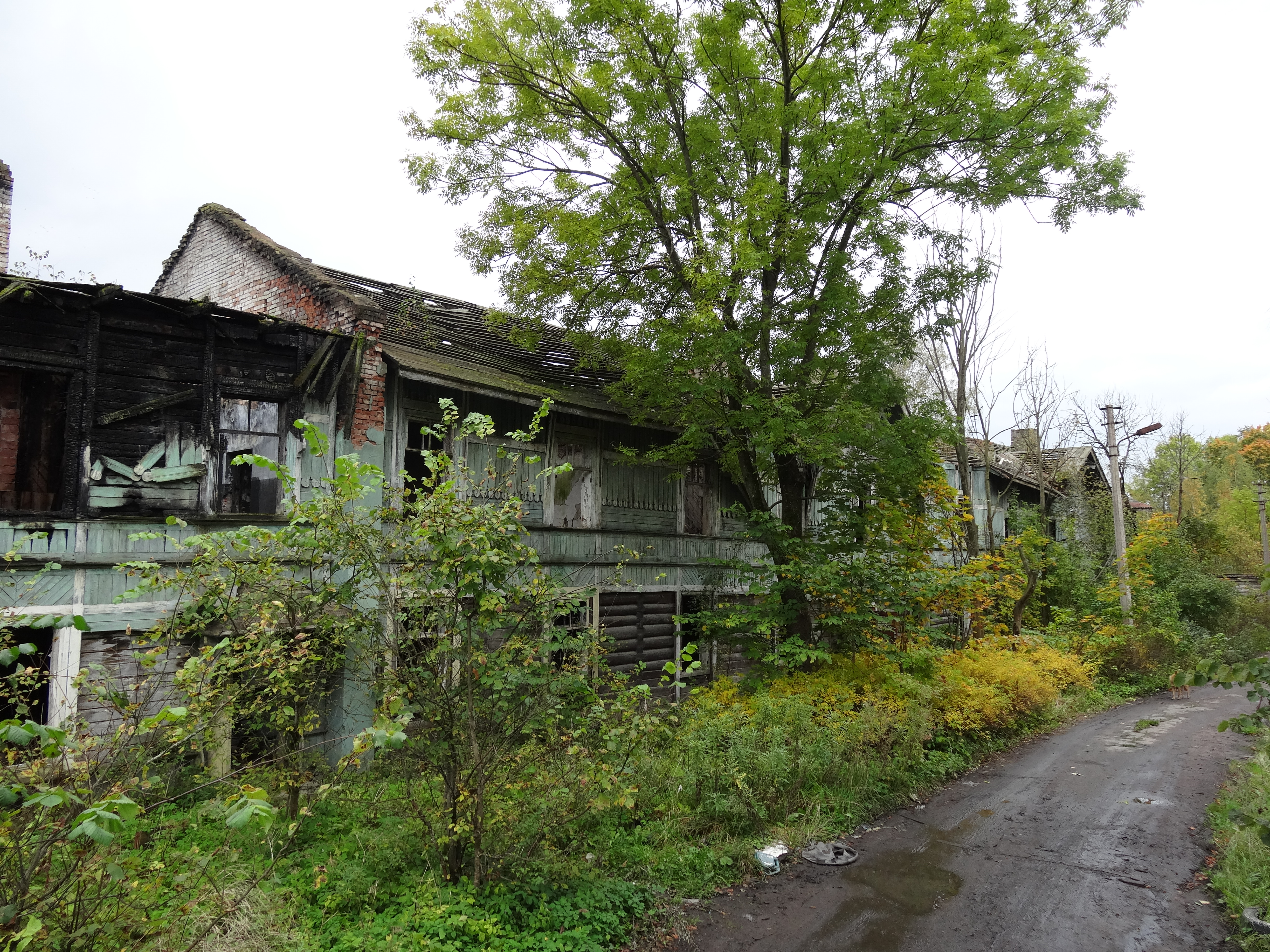
Одно из зданий Фабричного посёлка, 2016 г.

В 1709 году Петр I в долине реки Дудергофки на Нарвской дороге в Дудоровском погосте под Санкт-Петербургом выбрал место для своей соломо-сечной мельницы. В 1716 году мельница начала выпуск бумаги. По одной версии, для производственных нужд Петр I переселил сюда дворцовых крестьян из подмосковного Красного Села, сёл Коломенского и Братовшино Московской губернии, от чего и происходит название села Красного и его слобод. С тех пор мельница работала на заказы Адмиралтейства по производству картушей, но производила и разные сорта бумаги от гербовой до технической.
В 1730 году мельница была отдана в аренду компании петербургских купцов Маслова, Солодовникова и Фейфера. Но в 1753 г. камергер барон Сиверс предложил продать ему Красносельскую мануфактуру и обещал «уступать» казне по 10 копеек с каждой стопы. С тех пор государственные предприятия Петербурга должны были покупать бумагу только в Красном и сдавать туда же на переработку старую бумагу, а также отходы канатного и парусного производства. В 1768 году, при Екатерине II, на Красносельской бумажной мануфактуре приступили к производству специальной бумаги для печатания первых российских бумажных денег — ассигнаций.
После смерти Сиверса в 1775 г. фабрика переходила из рук в руки, пока не была продана в 1825 году Департаменту уделов. В это время её уже именовали Верхней, потому что ниже по течению реки Дудергофки возникла ещё одна фабрика — Нижняя, специализировавшаяся в основном на выпуске обёрточных и писчих сортов бумаги.

### Красносельская нижняя писчебумажная фабрика
В 1764 году английский купец Ричард Козенс купил у голландца Генриха Пиляра ситцевую и полотняную фабрики у дамбы Безымянного озера в дворцовом Селе Красном. Полотняная фабрика в том же году была перестроена в писчебумажную.
В конце XVIII века право управлять фабрикой получил коломенский купец, генерал-аудитор-лейтенант Пётр Хлебников, который умер в 1777 г. В ноябре 1782 года фабрика перешла за долги к князю Г. А. Потёмкину-Таврическому.
В 1785 году фабрика была продана вдове бывшего владельца И. Я. Хлебниковой. В 1790 г. мастеровые фабрики взбунтовались против владелицы Ирины Хлебниковой. В 1831 году её замужняя дочь Анна Петровна Полторацкая сдаёт фабрику в аренду ораниенбаумскому купцу Петру Печаткину и севастопольскому 1-й гильдии купцу Андрею Панину.
В 1838 году фабрика была приобретена Петром Алексеевичем Печаткиным за 72,5 тысяч рублей. После его смерти в 1860 году владельцем стал его сын Константин Петрович Печаткин.
В 1839 году продукция Печаткина на Петербургской выставке отечественных изделий была отмечена золотой медалью.
С 1840 года инженером-технологом фабрики стал К. П. Печаткин. После его назначения фабрика была переоборудована и стала первым бумагоделательным предприятием в Российской империи, где отказались от черпального метода.
В 1848 году Печаткин приобрёл Верхнюю фабрику.
К началу 1870-х годов объём производства доходил до 400 пудов в день. Фабрика специализировалась на изготовлении высококачественной бумаги. На бумаге фабрики были напечатаны такие издания, как «Санкт-Петербургские ведомости», «Отечественные записки», «Вокруг света», «Голос» и другие.
В 1884 году на фабрике была установленная самая широкая в стране бумагоделательная машина. В том же году с помощью отдельной ветки фабрику соединили с Балтийской железной дорогой.
Склад и контора фабрики размещались в Петербурге в Гостином дворе. Позже склад предприятия был размещен на Никольском рынке.
В 1886 году при фабрике был возведен и оборудован завод для производства бумаги из соломы.
Предприятие производило писчую, бандерольную, альбомную, цветную, нотную и литографическую бумагу. Помимо этого, фабрика стала первый российским предприятием, где было налажено производство телеграфной ленты (собственной разработки).
4 августа 1893 году фабрику посетили император Александр III и императрица Мария Федоровна. В честь высочайшего визита при фабрике была открыта школа для детей работников предприятия.
В 1896 году было учреждено Товарищество Красносельской писчебумажной фабрики «Печаткин К. П. наследники». Директором фабрики стал П. М. Горбунов, женившийся на внучке К. П. Печаткина. В 1898 году он стал директором-распорядителем предприятия и был на этой должности вплоть до его национализации.
В 1901 году в владельцами Товарищества были приобретены Царскославянская писчебумажная фабрика и Лукашевский древесно-массный завод в Царскосельском уезде.
Во время Первой мировой войны фабрика выполняла заказы Морского ведомства.
В 1920 году постановлением ВСНХ РСФСР фабрика была национализирована.
Петровские постройки писчебумажной фабрики утрачены. Сохранились протяжённые бутовые корпуса, построенные в 1874—1875 годах.

## Современность
В 1992 году фабрика была реогранизована в ОАО «Красногородская экспериментальная бумажная фабрика» (ОАО КЭБФ).
Период 1990-х годов фабрика пережила тяжело. Объёмы производства упали, фабрика оказалась на грани закрытия. В 2002 году контрольный пакет акций ОАО был продан инвестору из Екатеринбурга. Однако вскоре производство остановилось, корпуса фабрики стали сдаваться в аренду.
По состоянию на 2020 год производственная деятельность возобновлена. Фабрика выпускает продукцию по заказам Министерства обороны РФ: электрохимическую бумагу ЭХБ, другие материалы по номенклатуре заказчика.
Фабричный посёлок, построенный в 1903—1905 годах по проекту инженера Красносельской бумажной фабрики Петра Михайловича Горбунова, расселён в 2007—2010 годах. Все четыре деревянных дома посёлка серьёзно пострадали от пожаров.